# Pierre Cuberte (Job)
La Pierre Cuberte est un dolmen incertain situé sur la commune de Job dans le département français du Puy-de-Dôme.

## Protection
L'édifice a fait l’objet d’une inscription au titre des monuments historiques en 1979.

## Architecture
L'édifice se dresse à 1 080 m d'altitude sur le flanc d'une colline dominant un ruisseau. La nature anthropique du monument est douteuse selon certains auteurs.Il mesure au maximum 7,20 m de longueur pour 4,60 m de largeur et 2 m de hauteur. Il se compose de huit blocs « disposés d'une façon très anarchique» et recouvert d'une unique dalle de couverture légèrement arrondie mais qui s'aplatit côté nord. La « chambre » ouvre à l'est-sud-est .
| Dalle                                                           | Longueur | Largeur | Épaisseur |
| --------------------------------------------------------------- | -------- | ------- | --------- |
| Couverture                                                      | 3,50 m   | 2,20 m  | 0,80 m    |
| no 1                                                            | 3,10 m   | 1,70 m  | 0,70 m    |
| no 2                                                            | 2,20 m   | 1 m     | 0,20 m    |
| no 3                                                            | 1,15 m   | 1,10 m  | 0,70 m    |
| no 4                                                            | 4 m      | 1,50 m  | 0,65 m    |
| no 5                                                            | 1,50 m   | 1,15 m  | 0,50 m    |
| no 6                                                            | 2,20 m   | 1 m     | 0,45 m    |
| no 7                                                            | 3,50 m   | 1,10 m  |           |
| no 8                                                            | 2,50 m   | 1,30 m  | 0,50 m    |
| Données : Inventaire des mégalithes de la France, 8-Puy-de-Dôme |          |         |           |

L'architecture du « dolmen » est complexe, peu lisible. Deux autres dalles sont visibles entre les blocs no 2 et no 3 mais leur fonction n'est pas claire. La « chambre » était peut-être de forme rectangulaire. Elle mesure au minimum 1,50 m de long sur 1,20 m de large et 1 m de haut. La dalle de chevet correspond peut-être au blocs no 3 qui disparaît presque totalement dans le tumulus. Ce dernier mesure entre 7 m et 8 m de diamètre, il est en partie effondré suivant la pente du terrain. 
Aucun matériel archéologique se rattachant à l'édifice n'est connu.